# Camponotus borelli
Camponotus borelli é uma espécie de inseto do gênero Camponotus, pertencente à família Formicidae.